# Luzula purpureosplendens
Luzula purpureosplendens är en tågväxtart som beskrevs av Moritz August Seubert. Luzula purpureosplendens ingår i Frylesläktet som ingår i familjen tågväxter. Inga underarter finns listade i Catalogue of Life.